# Lisa Feldman Barrett

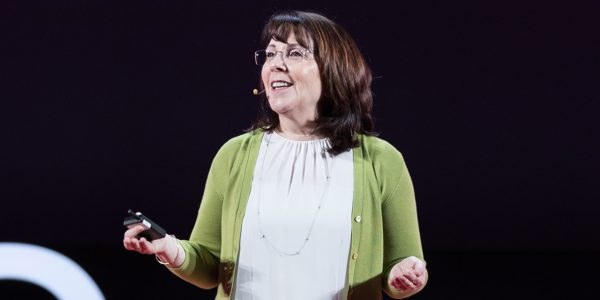
Lisa Feldman, 2018

Lisa A. Feldman Barrett (* 1963 in Toronto, Kanada) ist eine kanadisch-amerikanische Psychologin, Neurowissenschaftlerin und Hochschullehrerin.
Sie ist Universitätsprofessorin für Psychologie und Direktorin des Interdisciplinary Affective Science Laboratory (IASLab) an der Northeastern University. Sie ist außerdem als Forscherin am Massachusetts General Hospital (MGH) und am Martinos Center for Biomedical Imaging der Abteilung für Radiologie tätig. Sie untersucht die Natur der Emotionen aus der Perspektive der Psychologie und der Neurowissenschaft. Sie verwendet experimentelle, verhaltensbasierte, psychophysiologische und bildgebende Verfahren zur Erforschung von Emotionen.

## Leben und Werk
Barrett schloss 1986 ihr Studium an der Universität von Toronto mit einem Bachelor of Science in Psychologie mit den Nebenfächern Linguistik und Anthropologie ab. Um ihr Studium zu finanzieren, arbeitete sie neben dem Studium gleichzeitig in einer öffentlichen Bibliothek und mehreren Psychologielaboren. Sie besuchte dann die Graduiertenschule der University of Waterloo in Waterloo (Ontario), wo sie eine Ausbildung zur klinischen Psychologin mit dem Ziel absolvierte, Therapeutin zu werden. Sie promovierte 1992 bei Michael Rost in klinischer Psychologie und absolvierte 1992 ihr klinisches Praktikum an der University of Manitoba.
Barretts forschte dann bis 1996 als Assistenzprofessorin für klinische Psychologie an der Pennsylvania State University, danach als Assistenzprofessorin für interdisziplinäre Emotionsstudien am Boston College, wo sie Professorin für Psychologie wurde und bis 2010 tätig war. Von 2010 bis 2013 forschte sie als Distinguished Professor of Psychology an der Northeastern University und wurde dort 2013 University Distinguished Professor of Psychology.

## Forschung
Sie erwarb Fachwissen in Psychophysiologie sowie Neuroanatomie und Neurowissenschaft und baute ein Forschungsprogramm auf, das sich aus psychologischer und neurowissenschaftlicher Sicht auf die Natur der Emotionen konzentrierte. Ihre multidisziplinäre Forschung umfasste Erkenntnisse aus Anthropologie, Philosophie, Linguistik und der Geschichte der Psychologie.
Barrett hat grundlegende Beiträge zum Verständnis der Natur der Emotionen geleistet. Sie wies sowohl theoretisch als auch experimentell nach, dass Wut, Trauer, Angst und andere Emotionen flexible biologische Kategorien sind. Sie stellte damit die konventionelle Vorstellung in Frage, dass Emotionen angeboren und universell seien. Ihre Forschung zeigte, dass Ausprägungen von Emotionen nicht durch einfache Schaltkreise, sondern durch die dynamische Interaktion mehrerer Gehirnnetzwerke flexibel konstruiert werden. Mithilfe von Laborexperimenten, Erfahrungsstichproben, ambulanter physiologischer Überwachung, Gehirnscans und interkulturellen Feldstudien der Himba und Hadza in Afrika legen ihre Entdeckungen den Grundstein für das Verständnis, wie eine menschliche Gehirnarchitektur viele Arten von Emotionen hervorbringt.
Barrett gründete mit dem Psychologen James Gross die Society for Affective Science (SAS) und war von 2014 bis 2015 deren Präsidentin. Zusammen mit James A. Russell gründete sie das Journal Emotion Review und war mit ihm von 2007 bis 2012 dessen Chefredakteurin. Sie war Mitglied der Redaktion psychologischer Journale, darunter seit 2007 Psychological Science, von 2007 bis 2012 Psychological Review und von 2020 bis 2023 Current Directions in Psychological Science. Von 2019 bis 2020 war sie Präsidentin der Association for Psychological Science (APS).
Sie ist gewähltes Mitglied zahlreicher Ehrengesellschaften, darunter der American Academy of Arts and Sciences, der Royal Society of Canada und der American Association for the Advancement of Science.
Barrett veröffentlicht regelmäßig populäre Artikel und tritt in Podcasts und im Radio auf. Ihr TED-Vortrag gehörte 2018 zu den 25 beliebtesten Vorträgen weltweit. Sie stand 2019 auf der Liste der am häufigsten zitierten Wissenschaftler aus aller Welt, deren Arbeiten zwischen 2006 und 2016 zu den oberen 1 Prozent der am häufigsten zitierten Arbeiten in ihrem Fachgebiet zählen.

## Auszeichnungen (Auswahl)
- 2006: Career Trajectory Award der Society for Experimental Social Psychology
- 2007: National Institutes of Health Director’s Pioneer Award
- 2013: Award for Distinguished Service to Psychological Science, American Psychological Association
- 2014: Diener Mid-Career Award in Social Psychology der Society for Personality and Social Psychology
- 2018: Mentor Award for Lifetime Achievement, Association for Psychological Science
- 2019: Guggenheim Fellow
- 2020: McGovern Award Lecture in the Behavioral Sciences der American Association for the Advancement of Science
- 2021: Distinguished Scientific Contribution Award in Psychology, American Psychological Association

## Veröffentlichungen (Auswahl)
- Wie Gefühle entstehen: Eine neue Sicht auf unsere Emotionen. Rowohlt Taschenbuch, 2023, ISBN 978-3-499-01105-4.
- C. Westlin, J. E. Theriault, Y. Katsumi, A. Nieto-Castanon, A. Kucyi, S. F. Ruf, ...  L. F. Barrett: Improving the study of brain-behavior relationships by revisiting basic assumptions. In: Trends in cognitive sciences. Band 27, Nr. 3, 2023, S. 246–257.
- Siebeneinhalb Lektionen über das Gehirn. Rowohlt Taschenbuch, 2023, ISBN 978-3-499-01104-7.
- mit Michael Lewis: Handbook of Emotions, Fourth Edition. Guilford Publications, 2016, ISBN 978-1-4625-2534-8.
- J. J. Gross, L. Feldman Barrett: Emotion generation and emotion regulation: One or two depends on your point of view. In: Emotion review. Band 3, Nr. 1, 2011, S. 8–16.
- Emotions and Consciousness. GUILFORD PUBN, 2007, ISBN 978-1-59385-458-4.
- mit Peter Salovey (Herausgeber) und John D. Mayer: The Wisdom in Feeling: Psychological Processes in Emotional Intelligence. (= Emotions and Social Behavior). The Guilford Press, 2002, ISBN 1-57230-785-4.